# 田中一生
田中 一生（たなか かずお、1935年11月21日 - 2007年3月9日）は、東欧・バルカン地域、とくにユーゴスラビアの言語・文学を日本に紹介し続けた、在野の研究者、翻訳家、作家。本名・一夫。
北海道中西部の美唄市生まれ。早稲田大学第一文学部ロシア文学科卒業。1962年、政府交換留学生としてベオグラード大学哲学部美術史科に留学。1968年に帰国後、大学講師などを務めながら、イヴォ・アンドリッチの翻訳のほか、セルビア語、クロアチア語、マケドニア語、スロベニア語、バルカン現代史を研究した。
2006年に、バルカン地域の紹介などの業績に対し、当時のセルビア・モンテネグロから勲二等ヴーク・カラジッチ勲章が送られた。

## 著書
- 『バルカンの心：ユーゴスラビアと私』「叢書東欧」彩流社、2007年。ISBN 978-4-7791-1261-4
- 『追想のユーゴスラヴィア』（世界史研究所編）かりん舎、2020年。ISBN 978-4-902591-41-5

### 編著
- 『セルビア・クロアチア語基礎1500語』（山崎洋共編）大学書林、1979年。ISBN 978-4-475-01083-2
- 『セルビア・クロアチア語会話練習帳』（山崎洋共編）大学書林、1979年。ISBN 978-4-475-01266-9
- 『マケドニア語会話練習帳』（中島由美共編）大学書林、1981年。ISBN 978-4-475-01268-3
- 『スロベニア語会話練習帳』（山崎洋共編）大学書林、1983年。ISBN 978-4-475-01267-6

### 翻訳
- 『チトー伝：ユーゴスラヴィア社会主義の道』（V・ヴィンテルハルテル（セルビア語版））徳間書店、1972年
- 『土に還る』（ブラニミル・シュチェパノビッチ（セルビア語版、英語版））恒文社、1978年
- 「自叙伝」ブラニスラヴ・ヌシッチ -『世界短編名作選 東欧編』新日本出版社、1979年
  - 改訂新版『不審人物　故人　自叙伝』（幻戯書房 ルリユール叢書）2024年。ISBN 978-4864883054。他は奥彩子の新訳
- 『ユーゴスラヴィア史［ケンブリッジ版］』（スティーヴン・クリソルド編、柴宜弘・高田敏明共訳）恒文社、1980年
  - 『ユーゴスラヴィア史［ケンブリッジ版］』（増補版、柴宜弘・高田敏明共訳）恒文社、1993年。ISBN 978-4770403711
  - 『ユーゴスラヴィア史［ケンブリッジ版］』（増補版 第2版、柴宜弘・高田敏明共訳）恒文社、1995年。ISBN 4770403712
- 『ユーゴスラビアの民話 1』（栗原成郎共編訳）恒文社、1980年。他は「―2 セルビア英雄譚」山崎洋訳
- 『妖精の女王ドーブラ』（デサンカ・マクシモビッチ（セルビア語版、英語版）、直野敦・八百板洋子共訳、講談社、世界のメルヘン16） 1981年
- 『東欧近代史』（R. オーキー、越村勲・南塚信吾共編訳）勁草書房、1987年。ISBN 978-4-326-24821-6
- 『中世都市ドゥブロヴニク：アドリア海の東西交易』（バリシァ・クレキッチ（ボスニア語版））彩流社 叢書東欧、1990年。ISBN 978-4-88202-163-6
- 『ヒランダル修道院』（鐸木道剛共訳）恒文社、1995年。ISBN 978-4-7704-0829-7

ディミトリエ・ボグダノヴィチ、デアン・メダコヴィチ/ヴォイスラヴ・J・ジューリッチ
- 『山の花環：十七世紀末の歴史的事件』（ペタル二世ペトロビッチ＝ニェゴシュ（セルビア語版、英語版）、山崎洋共訳）、ニェゴシュ財団（発売：彩流社）、2003年。ISBN 978-4-88202-831-4
- 『小宇宙の光』（ペタル二世ペトロビッチ＝ニェゴシュ、山崎洋共訳）ニェゴシュ財団（発売：彩流社）、2008年。ISBN 978-4-7791-1331-4
- 『山の花環 / 小宇宙の光』（ペタル二世ペトロビッチ＝ニェゴシュ、山崎洋共訳）幻戯書房〈ルリユール叢書〉、2020年。ISBN 978-4864882088

#### イヴォ・アンドリッチ
- 『ゴヤとの対話』（イヴォ・アンドリッチ）恒文社、1976年。
- 『サラエボの女』（イヴォ・アンドリッチ）恒文社、1982年。ISBN 978-4-7704-0493-0
- 『ドリーナの橋』（イヴォ・アンドリッチ、田中一生訳注）大学書林、1985年[注釈 1]。ISBN 978-4-475-02405-1
- 『サラエボの鐘：短編集』（イヴォ・アンドリッチ、山崎洋共訳）恒文社、1997年。ISBN 978-4-7704-0911-9
- 『イェレナ、いない女：他十三篇』（イヴォ・アンドリッチ、山崎洋・山崎佳代子共訳）幻戯書房〈ルリユール叢書〉、2020年。ISBN 978-4864882095